# Президентские выборы в Исландии (2020)
Президентские выборы 2020 года в Исландии прошли 27 июня, на них был избран новый президент Исландии. Заочное голосование началось 25 мая 2020 года.
Победу на выборах одержал бывший президент Гвюдни Йоуханнессон, набрав 92,18 % голосов на выборах.

## Предыстория
Первым, кто заявил об участии в выборах 2020 года, стал тогдашний президент Гвюдни Йоуханнессон, объявив это в своём новогоднем обращении с 31 декабря по 1 января 2020 года.
После этого исландский бизнесмен и активист Гвюдмюндюр Франклин Йоунссон в своём посте в Фейсбуке также объявил о своём потенциальном желании идти на выборы в качестве кандидата в президенты.

## Организация выборов
Из-за ситуации с пандемией COVID-19 были введены некоторые изменения в проведение выборов президента: теперь граждане Исландии могли избирать кандидатов в президенты через электронное голосование.
Тем не менее, 26 июня, за день до выборов, было объявлено, что избиратели, находящиеся на карантине из-за COVID-19, не могут проголосовать на выборах 2020 года, что вызвало резкий ажиотаж и волнения среди населения, из-за чего постановили, что теперь находящиеся на карантине могли голосовать на выборах через окно автомобиля на парковке офиса окружного комиссара в столичном регионе.

## Кандидаты
| Кандидат, субъект выдвижения                | Кандидат, субъект выдвижения | Кандидат, субъект выдвижения | Примечание                                       |
| ------------------------------------------- | ---------------------------- | ---------------------------- | ------------------------------------------------ |
| Гвюдни Йоуханнессон Самовыдвижение          |                              |                              | Президент Исландии (2016—2020), историк          |
| Гвюдмюндюр Франклин Йоунссон Самовыдвижение |                              |                              | Исландский бизнесмен, предприниматель и активист |

### Объявлявшие о намерении выдвинуть кандидатуру
- Аксель Пьетюр Аксельссон — ведущий подкаста, решил баллотироваться в начале апреля. Не представил свою президентскую программу.
- Арнгримюр Фридрик Паульссон — агроном. Не представил свою президентскую программу.
- Кристьяун Эрн Элиассон — аналитик по маркетингу и международный судья по шахматам. Не набрал нужное количество подписей.
- Магнус Ингберг Йоунссон — подрядчик и ученый в области аквакультуры. Не набрал нужное количество подписей.

## Результаты выборов
|                                  |         |         |
| Кандидат                         | Голосов | Процент |
| Гвюдни Йоуханнессон              | 150.913 | 92,18   |
| Гвюдмюндюр Франклин Йоунссон     | 12.797  | 7,82    |
| Итого                            | 163.710 | 100,00  |
|                                  |         |         |
| Действительные голоса            | 163.710 | 96,97   |
| Недействительные голоса          | 1.068   | 0,63    |
| Незаполненные бюллетени          | 4.043   | 2,39    |
| Общее количество голосов         | 168.821 | 100,00  |
| Избиратели в списках избирателей | 252.152 | 66,95   |
| Источник:                        |         |         |